# Gran Premi dels Països Baixos del 1959
Resultats del Gran Premi dels Països Baixos de Fórmula 1 de la temporada 1959, disputat al Circuit de Zandvoort, el 31 de maig del 1959.

## Resultats
| Pos | No | Pilot                   | Equip           | Voltes | Temps/ Retirada | Pos. de sortida | Punts |
| --- | -- | ----------------------- | --------------- | ------ | --------------- | --------------- | ----- |
| 1   | 7  | Jo Bonnier              | BRM             | 75     | 2h 05' 26. 8    | 1               | 8     |
| 2   | 8  | Jack Brabham            | Cooper - Climax | 75     | + 14.2 s        | 2               | 6     |
| 3   | 9  | Masten Gregory          | Cooper - Climax | 75     | + 1' 23.0 min.  | 7               | 4     |
| 4   | 12 | Innes Ireland           | Lotus - Climax  | 74     | + 1 Volta       | 9               | 3     |
| 5   | 1  | Jean Behra              | Ferrari         | 74     | + 1 Volta       | 4               | 2     |
| 6   | 3  | Phil Hill               | Ferrari         | 73     | + 2 Voltes      | 12              |       |
| 7   | 14 | Graham Hill             | Lotus - Climax  | 73     | + 2 Voltes      | 5               |       |
| 8   | 10 | Maurice Trintignant     | Cooper - Climax | 73     | + 2 Voltes      | 11              |       |
| 9   | 16 | Cliff Allison           | Ferrari         | 71     | + 4 Voltes      | 15              |       |
| 10  | 15 | Carel Godin de Beaufort | Porsche         | 68     | + 7 Voltes      | 14              |       |
| Ret | 11 | Stirling Moss           | Cooper - Climax | 62     | Caixa canvi     | 3               |       |
| Ret | 6  | Harry Schell            | BRM             | 46     | Caixa canvi     | 6               |       |
| Ret | 2  | Tony Brooks             | Ferrari         | 42     | Pèrdua d'oli    | 8               |       |
| Ret | 5  | Carroll Shelby          | Aston Martin    | 25     | Motor           | 10              |       |
| Ret | 4  | Roy Salvadori           | Aston Martin    | 3      | Motor           | 13              |       |

## Altres
- Pole: Jo Bonnier 1' 36. 0

- Volta ràpida: Stirling Moss 1' 36. 7 (a la volta 42)

- Primera victòria per BRM i per Jo Bonnier (l'única de la seva carrera).